# Пошага
Пошага (рум. Poșaga) — комуна у повіті Алба в Румунії. До складу комуни входять такі села (дані про населення за 2002 рік):
- Інчешть (58 осіб)
- Корцешть (18 осіб)
- Лунка (208 осіб)
- Орешть (126 осіб)
- Пошага-де-Жос (486 осіб) — адміністративний центр комуни
- Пошага-де-Сус (245 осіб)
- Сегаджа (300 осіб)

Комуна розташована на відстані 303 км на північний захід від Бухареста, 40 км на північ від Алба-Юлії, 40 км на південь від Клуж-Напоки.

## Населення
За даними перепису населення 2002 року у комуні проживали 1383 особи.
Національний склад населення комуни:
| Національність | Кількість осіб | Відсоток |
| -------------- | -------------- | -------- |
| румуни         | 1382           | 99,9%    |
| угорці         | 1              | 0,1%     |

Рідною мовою назвали:
| Мова      | Кількість осіб | Відсоток |
| --------- | -------------- | -------- |
| румунська | 1382           | 99,9%    |
| угорська  | 1              | 0,1%     |

Склад населення комуни за віросповіданням:
| Релігія            | Кількість осіб | Відсоток |
| ------------------ | -------------- | -------- |
| православні        | 1222           | 88,4%    |
| греко-католики     | 153            | 11,1%    |
| не вказали релігію | 3              | 0,2%     |

## Зовнішні посилання
- Дані про комуну Пошага на сайті Ghidul Primăriilor